# 空灵寺
空灵寺是位於中國湖南省天元區雷打石鎮的一座佛教寺廟，在湘江西岸。

## 概要
空灵寺座落在空灵岸上，亦因空靈岸得名，依崖而建。古有“观音射箭镇九狮”的传说，而建此寺，亦称观音岩。始建于南朝梁武帝天监七年（508年），光緒年間曾修葺，1968年一度遭毀，1991年6月修復景觀。
寺廟前殿供如来佛祖，中殿供地藏菩萨，财神，八百罗汉，三圣。其中有一岩洞，名空靈洞，供有观音菩萨金身，旁有井，終年不竭。後殿大雄宝殿供有如来佛祖，背面供菩萨和南海普陀众神。

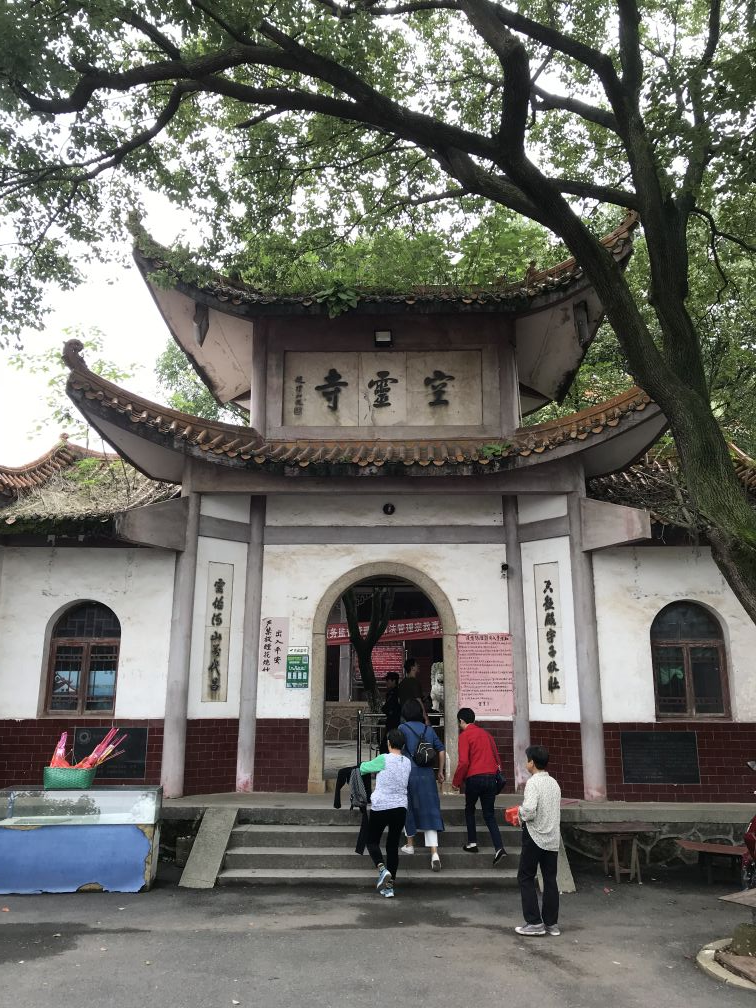
空靈寺入口
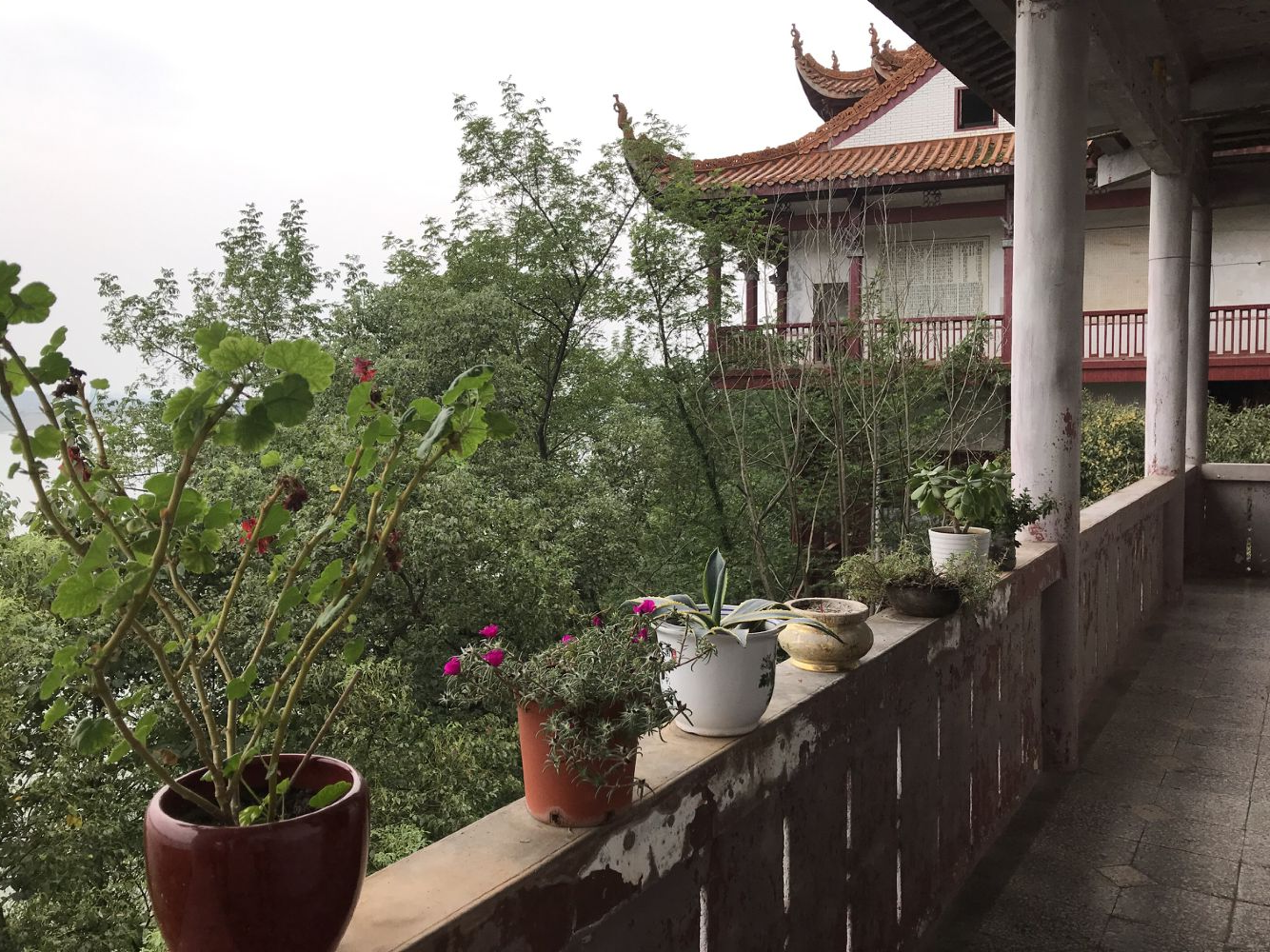
空靈寺佛堂的陽台
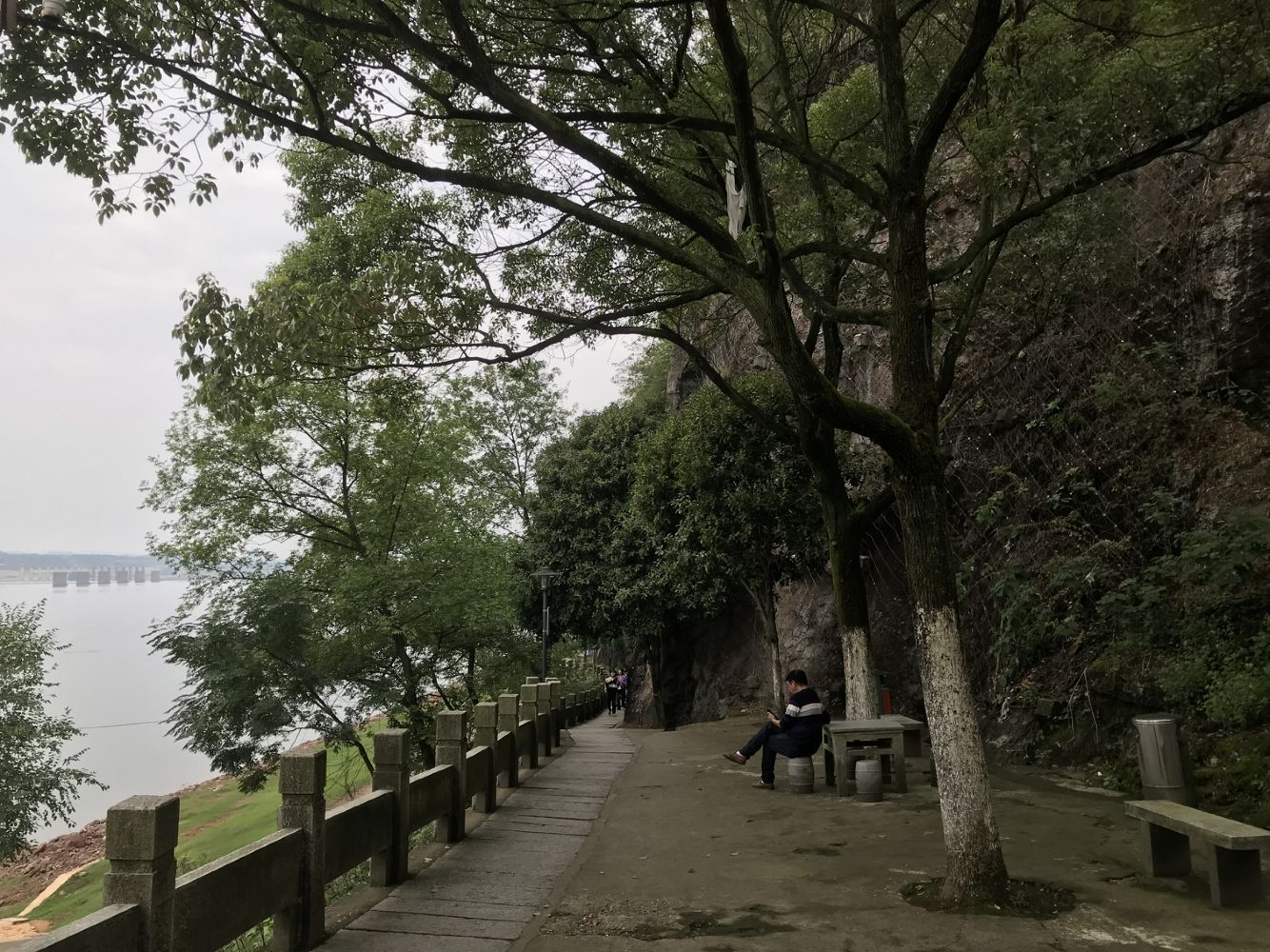
湘江畔的觀光步道